# 贄
贄（にえ）とは、神または天皇に供する食物の総称、及びその制度。

## 概要
贄は律令制度が導入される以前からあった日本独自の制度といわれ、神などに供える「神饌」（しんせん）と、天皇の食膳に供されるために諸国から進上される食物をさす2つの場合がある。神と首長が新穀を共食する新嘗（にいなめ）に関係している。
名称の初出は、古事記の贄持之子であり、神武天皇が東征のおり、八咫烏の先導により吉野河の河尻（河口）、現在の五條市あたりへ入ったところで、
という箇所にあたる。
また、『肥前国風土記』には、景行天皇の時に阿曇氏の祖先の一人である阿曇百足が土蜘蛛大耳らを討ち、天皇が処断しようとしたが、大耳らは命乞いをし、鮑（あわび）などを献上したという伝承もある。
贄の制度は『古事記』・『風土記(ふどき)』の伝承のなかに記されており、上述の箇所にもあるように、王への服属儀礼の一種で、被征服者側々が征服者に食物を供出し、献上するものである。王は、山野河海の産物を食べることで、領有権を確認するわけである。律令の前段階で、国造たちが礼物として進上する贄と、朝廷の日常的な食料に消費される贄の制度が成立していた。「調」（みつき）」が繊維製品を中心とするのに対して、贄は海や山の産物であり、魚貝・鳥獣・果実などの生鮮品や加工品が中心となっている。
律令制度が整備にともない、とりわけ国家財政と天皇家の財政とを統合した養老令のもとでは、「贄」の名称は消滅するが、古い「贄」制度は一部は「調（ちょう）」の雑物などの中に組み込まれ、残りが令の規定から外れた制度として残された。諸国からの貢納物（『延喜式』の諸国例貢御贄）と、大膳職（のちに内膳司）に所属した贄戸などの貢納物（『延喜式』の諸国貢進御贄）とに改変されている。調に含めにくい生鮮食品が残されたという説と、服属儀礼が伝統的に残されたとする説の2つがある。律令に規定されなかった理由としては、律令の範囲を越えた「天皇」の食物であったためだともいう。そのため大蔵省ではなく、宮内省が事務を管掌し、収納場所も内膳司（大膳職）あるいは内裏の贄殿（にえどの）であって、皇室の家産的な色合いが見られる。
『延喜式』の規定によると、「年料」の贄、節句の宴用の「節料(せちりょう)」の贄、10日ごとに貢進する「旬料(しゅんりょう)」の贄があり、木簡(もっかん)によると、月ごとに貢進される「月料」の贄もあったことが分かる。その内容は魚貝類、海藻を中心に動物の肉、果物があり、即応性、季節性に対処したことが窺われる。
贄の荷札は平城宮・平城京、そのほか、藤原京および地方官衙(かんが)から多く出土している。荷札としての贄木簡には個人名は記されてはおらず、国・郡・郷名までしか記載されていない。記す場合も「海部(あまべ)」の集団名が記されており、調や庸が「正丁」、平民の成年男子の負担であったのに対し、贄を負担したのは、「下総国海上郡（うなかみぐん）酢水浦」・「長門国豊浦郡都濃嶋（つのしま）」・「常陸国那賀郡酒烈埼（さかつらさき）」・「阿波国板野郡牟屋海」のような、浦・嶋・埼・海などを拠点とする特定の集団を対象としている。提供されたものも、鱸（すずき）・鯛（たい）・鰺（あじ）・赤魚（あかうお）・鮫（さめ）・チヌ・鰯（いわし）・鯖（さば）・鮭（さけ）・烏賊（いか）・腹赤（はらか）・水母（くらげ）・氷魚（ひうを）・年魚（あゆ）・鮒（ふな）・鱒（ます）・阿米魚（あめうお）・カサメ・かむな（＝やどかり）・蠣（かき）・磯蠣（あらかき）・海細螺（しただみ＝喜佐古）、貽貝（いがい）・辛螺（からにし＝ながにし）・ツビ・深海松（みる）・昆布・海苔・モズクなどがあげられる。
集団の成員は贄人(にえひと)と称する特権的集団で、平安時代後期に活動した。
贄の制度が消滅したのちも、中世の江人（えひと）、網引（あみひき）、鵜飼（うかい）などの供御人(くごにん)のような、天皇に結び付く集団が存在している。

## 参考資料
- 『古事記』完訳日本の古典1、小学館、1983年
- 『風土記』、武田祐吉：編、岩波文庫、1937年
- 『角川第二版日本史辞典』p723、高柳光寿・竹内理三：編、角川書店、1966
- 『岩波日本史辞典』p880、監修：永原慶二、岩波書店、1999年
- 『日本の古代6　海人の伝統』、大林太良：編、中公文庫、1996年より、「海人族のウヂを探り東漸を追う」文：黛弘道、「中世から見た古代の海民」文：網野善彦
- 歴史読本臨時増刊入門シリーズ『日本古代史の基礎知識』新人物往来社、1992年より、「古代の国家財政－調」、文：荒井秀規